# Opowieść o trzech Metysach
Opowieść o trzech Metysach – powieść historyczno-autobiograficzna Teodora Parnickiego wydana po śmierci pisarza w 1994 roku, rozgrywająca się w dwóch planach w XVI wieku podczas konkwisty w Meksyku i w latach 50. XX wieku.
Temat powieści o zdobyciu indiańskiego Meksyku towarzyszył Parnickiemu przez wiele lat. Jako dziesięcioletni chłopiec przeczytał dwie książki na ten temat i bardzo się nim zafascynował. Później jako student we Lwowie przeczytał pracę naukową o odkrywaniu Nowego Świata, gdzie szczególnie obszerny fragment został poświęcony zdobyciu Meksyku i roli jaką w nim odegrała Malinche, zwana przez Hiszpanów – Doña Marina, indianka, nałożnica Corteza i matka jego pierwszego nieślubnego dziecka. Zafascynowany tą postacią pisarz przyjął w 1944 pracę na placówce dyplomatycznej rządu II RP w Meksyku z zamiarem napisania powieści poświęconej historii podboju Meksyku przez Hiszpanów. Po przyjeździe do Meksyku odwiedził miejsce, gdzie stał dom Doñi Mariny i gdzie ona mieszkała w latach 30. XVI wieku. Samej postaci poświęcił fragmenty w niektórych tomach cyklu Nowa baśń, głównie w tomie trzecim. Ostatecznie dopiero pod koniec życia napisał Opowieść o trzech Metysach, powieść rozgrywającą się na dwóch planach w XVI i XX wieku i opowiadającą o podboju Meksyku i o tym dlaczego zamysł napisania książki o Malinche, w latach 50., zakończył się klęską.